# Pangasius nieuwenhuisii
Pangasius nieuwenhuisii és una espècie de peix de la família dels pangàsids i de l'ordre dels siluriformes.
Els adults poden assolir els 60 cm de llargària total. Es troba a Àsia: est de Borneo.